# Karl von Meck

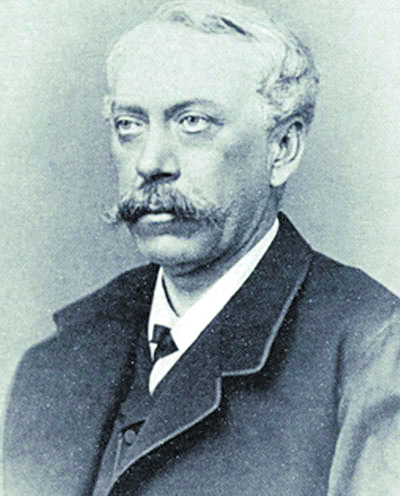
Karl von Meck

Karl Otto Georg von Meck (russisch Карл Отто Георг фон Мекк; * 23. Junijul. / 5. Juli 1821greg. in Schlampen, Bezirk Tukums; † 26. Januarjul. / 7. Februar 1876greg. in Moskau) war ein deutschbaltisch-russischer Eisenbahnunternehmer und Mäzen.

## Leben
Karl von Meck entstammte der deutschbaltischen Adelsfamilie von Meck, die am Ende des 16. Jahrhunderts aus Schlesien nach Livland eingewandert war. Sein Vater Otto Adam von Meck verließ die russische Armee als Major, war Arrendator, diente dem Finanzministerium als Zollbezirksbeamter und starb 1830 vor Erreichen des Pensionsalters an der Cholera, so dass Mecks Mutter Friederike Wilhelmine (geborene Hafferberg), Tochter des Bürgermeisters von Mitau, mit fünf kleinen Kindern bald mittellos war.
1838 begann von Meck das Studium am St. Petersburger Verkehrsinstitut des Ingenieurkorps und schloss es 1844 als Porutschik ab. Darauf diente er im Verkehrsamt und wurde 1847 Stabskapitän. Am 14. Januarjul. / 26. Januar 1848greg. heiratete er Nadeschda Filaretowna Frolowsky, Tochter eines Grundherrn im Gouvernement Smolensk. Die Familie ließ sich in Roslawl nieder.
1851 wurde Karl von Meck Kapitan. 1858 wurde er Leiter des Baues der Moskau-Warschau-Chaussee und anschließend Inspektor des Aufbaus des strategischen Straßennetzes im westlichen Teil Russlands. Im Hinblick auf das geringe Jahresgehalt von 1500 Rubel für die Familie mit inzwischen fünf Kindern quittierte er auf Bitten seiner Frau 1860 den Dienst, um sich als Unternehmer zu betätigen.
Nach dem 1856 verlorenen Krimkrieg wurde die militärische Bedeutung der Eisenbahn erkannt, und man begann, mit privatem Kapital erste Eisenbahnstrecken zu bauen. Als selbständiger Bahnbauunternehmer baute Meck 1862 die etwa 70 km lange Bahnstrecke zwischen Moskau und Sergijew Possad. 
Er beteiligte sich an der Saratow-Eisenbahngesellschaft für den Bau von Eisenbahnstrecken zwischen Moskau und Saratow. Das erste Teilstück von Moskau nach Kolomna wurde dank des besonderen Einsatzes des Hauptsekretärs der Gesellschaft Paul von Derwies und seines Assistenten Karl von Meck nach zwei Jahren in Betrieb genommen. Allerdings waren nun die Mittel erschöpft und die Gesellschaft insolvent.
1863 wurde die neue Moskau-Rjasan-Eisenbahngesellschaft gegründet, mit von Derwies als Vorstandsvorsitzenden, der von Meck als Hauptauftragnehmer für den Bau der Strecke von Kolomna nach Rjasan gewann. Die Strecke wurde in eineinhalb Jahren gebaut und schnell in Betrieb genommen. Darauf bauten von Derwies und von Meck genauso schnell das nächste Teilstück von Rjasan nach Koslow (1865–1866).
Von Meck beteiligte sich dann an Gesellschaften für den Bau weiterer Bahnstrecken, darunter auch die Strecke von Kursk nach Kiew, aber die Erfolge waren nicht mehr so groß.
Durch seine unternehmerische Tätigkeit erwarb von Meck ein großes Vermögen. Für Studenten des Verkehrsinstitutes stiftete er ein Wohnheim und einen 10.000 Rubel-Preis. Er war Mitglied des Kuratoriums für notleidende Studenten der Kaiserlichen St. Wladimir-Universität in Kiew. 1867 spendete er 25.000 Rubel an die Gesellschaft der Freunde der Naturwissenschaft, Anthropologie und Ethnographie für die Einrichtung eines Lehrstuhls für Anthropologie an der Universität Moskau. Durch Regierungserlass wurde er 1876 zum Ehrenkurator des Kamenez-Podolski-Gymnasiums ernannt.
Von Mecks Ehefrau Nadeschda förderte und unterstützte Pjotr Tschaikowski, mit dem sie jahrelang eine Brieffreundschaft pflegte.
Karl von Meck wurde auf dem Friedhof des Moskauer Neu-Alexander-Frauenklosters begraben. Mit seiner Frau Nadeschda hatte er 18 Kinder. Die Witwe Nadeschda von Meck führte die Familiengeschäfte weiter, wobei sie zunächst ihren ältesten Sohn Wladimir beteiligte. Er wurde Präsident der Moskau-Rjasan(später Kasan)-Eisenbahngesellschaft. Diese wurde nach dessen Tod von Wladimirs Bruder Nikolai geführt. Dessen jüngerer Bruder Alexander widmete sich der Wohltätigkeit, der Archäologie und dem Alpinismus. Von Mecks Sohn Maximilian (1869–1950) war Diplomat in Washington, D.C. und Cetinje, Konsul in Newcastle upon Tyne (bis 1911) und starb in England. Von Mecks Tochter Jelisaweta (1848–1907) heiratete 1872 den Ingenieur Alexander Alexandrowitsch Iolschin. Alexandra (1849–1920) heiratete 1874 den Großgrundbesitzer und Politiker Graf Emmanuil Bennigsen. Julija (1853–1915) heiratete den Sekretär ihrer Mutter Wladislaw Albertowitsch Pachulski. Lidija (1855–1910) heiratete Fjodor Fjodorowitsch Löwis of Menar und hatte 10 Kinder. Sofja (1867–1936) heiratete 1884 in erster Ehe Alexander Rimski-Korsakow, mit dem sie vier Kinder bekam, und 1901 in zweiter Ehe Fürst Dmitri Michailowitsch Golizyn. Ljudmila (1872–1946) heiratete 1889 Fürst Andrei Schirinski-Schichmatow, bekam fünf Kinder und änderte 1914 wegen der antideutschen Stimmung ihren Vatersnamen Karlowna in Georgijewna.